# Alfonso Gerardo Miranda Guardiola
Alfonso Gerardo Miranda Guardiola (* 6. Juli 1966 in Monterrey) ist ein mexikanischer römisch-katholischer Geistlicher und Bischof von Piedras Negras.

## Leben
Alfonso Gerardo Miranda Guardiola wurde am 14. August 1997 zum Diakon geweiht. Er empfing am 15. August 1998 das Sakrament der Priesterweihe für das Erzbistum Monterrey.
Am 22. März 2014 ernannte ihn Papst Franziskus zum Titularbischof von Idicra und bestellte ihn zum Weihbischof in Monterrey. Der Erzbischof von Monterrey, Rogelio Cabrera López, spendete ihm und auch Juan Armando Pérez Talamantes am 13. Juni desselben Jahres die Bischofsweihe; Mitkonsekratoren waren der Erzbischof von Guadalajara, Francisco Kardinal Robles Ortega, und der Apostolische Nuntius in Mexiko, Erzbischof Christophe Pierre.
Von 2016 bis 2021 war Alfonso Miranda Guardiola der Generalsekretär der mexikanischen Bischofskonferenz.
Am 8. Juni 2024 ernannte ihn Papst Franziskus zum Bischof von Piedras Negras. Die Amtseinführung fand am 31. Juli desselben Jahres statt.